# Louise de Beauchastel
Louise de Beauchastel, morte vers 1424, est une poétesse française.

## Biographie
Louise de Beauchastel est la fille de  Odon de Tournon, seigneur de Beauchastel et de Servières, et d'Anne de Gorgenon . Elle se marie en 1421 à Antoine de Lévis  et meurt vers 1424. Elle était à la cour de Marguerite d'Écosse. Il y a  une contradiction entre ce fait et la date de mort de Louise de Beauchastel -donnée sur Arlima : 1424-, Marguerite d'Écosse mariée au dauphin et futur Louis XI étant née en 1424 ; cependant au XVe siècle on trouve une autre Marguerite d'Écosse, fille du roi Robert III et d'Annabella Drummond ; mariée vers 1410-1420 avec Archibald Douglas, duc de Touraine.

## Œuvres
Seul ce rondeau nous est parvenu :
En ce monde n’a saint ne saincte

Soit près ou loing, que bref sans fainte

De tresbon cueur je ne priasse,

Et que voulentiers ne louasse,

Se ma douleur peust estre estainte ;

 

Car je suis si tresfort attainte

De desplaisir, palie et tainte,

Que mieulx morte qu’ainsy m’amasse :

En ce monde n’a saint ne saincte.

 

Trop ay souffert sans m’estre plainte

Mès maintenant je suis contrainte

De dire ce que je celasse,

Puis que je voy, dolente lasse,

Avenir ce dont plus j’ay crainte :

En ce monde n’a saint ne saincte.

## Postérité
Louise de Beauchastel est citée parmi les poètes préférés de Louise de Vilmorin.